# Under Cover
Under Cover är ett album med Ozzy Osbourne från 2005 där han sjunger covers på kända låtar.

## Låtlista
1. "Rocky Mountain Way" (Joe Walsh)
2. "In My Life" (The Beatles)
3. "Mississippi Queen" (Mountain)
4. "Go Now" (Moody Blues)
5. "Woman" (John Lennon)
6. "21st Century Schizoid Man" (King Crimson)
7. "All the Young Dudes" (David Bowie)
8. "For What It's Worth" (Buffalo Springfield)
9. "Good Times" (Eric Burdon)
10. "Sunshine of Your Love" (Cream)
11. "Fire" (Arthur Brown)
12. "Working Class Hero" (John Lennon)
13. "Sympathy for the Devil" (Rolling Stones)